# هارف إيكر
تي. هارف إيكر (بالإنجليزية: T. Harv Eker) (من مواليد 10 يونيو 1954) هو مؤلف ورجل أعمال ومتحدث تحفيزي معروف بأفكاره حول الثروة والتحفيز. وهو مؤلف كتاب أسرار عقل المليونير الذي نشرته دار هاربر كولينز.

## نشأته
وُلِد إيكر في تورنتو، أونتاريو، وعاش هناك طوال طفولته. في شن الشباب انتقل إيكر إلى الولايات المتحدة وبدأ سلسلة من أكثر من اثنتي عشرة شركة مختلفة قبل أن يحقق النجاح مع متجر لياقة بدنية مبكر. بعد أن قيل إنه ربح الملايين من خلال سلسلة من متاجر اللياقة البدنية ثم خسر ثروته بسبب سوء الإدارة، بدأ إيكر في تحليل العلاقات التي تربط الأثرياء بأموالهم وثرواتهم، مما قاده إلى تطوير النظريات التي يطرحها في كتاباته وحديثه اليوم.

## النظريات
تركز كتابات إيكر وحديثه على مفهومه "عقل المليونير"، وهو عبارة عن مجموعة من "المواقف العقلية التي تسهل الثروة". تقترح هذه النظرية أن كل واحد منا يمتلك "مخططًا ماليًا"، أو "نصًا داخليًا يملي كيفية ارتباطنا بالمال"، وأنه من خلال تغيير هذا المخطط يمكن للناس تغيير قدرتهم على تجميع الثروة.[بحاجة لمصدر]
تشمل النظريات الأخرى المنسوبة إلى إيكر مفهوم أن الأشخاص غير الراغبين في تقديم تضحيات كبيرة من أجل النجاح "يلعبون دور" الضحية وينكرون أن لديهم سيطرة على مواقفهم الخاصة. هناك مفهوم آخر وهو أن الشعور بالذنب يمنع البحث عن الثروة وأن "التفكير في الثروة كوسيلة لمساعدة الآخرين" يخفف هذا الشعور بالذنب ويمكّن من تراكم الثروة.[بحاجة لمصدر]
في كتابه، يذكر إيكر 17 سر تختلف بها المخططات المالية للأغنياء عن تلك الخاصة بالفقراء والطبقة المتوسطة. أحد الموضوعات التي تم تحديدها في هذه القائمة هو أن الأغنياء يتخلصون من المعتقدات المحدودة بينما يستسلم غير الناجحين لها. ويزعم أن: الأغنياء يعتقدون "أنا أصنع حياتي"، بينما يعتقد الفقراء "الحياة تحدث لي"؛ يركز الأغنياء على الفرص بينما يركز الفقراء على العقبات؛ ويُعجب الأغنياء بالأشخاص الأغنياء والناجحين الآخرين بينما يستاء الفقراء من الأشخاص الأغنياء والناجحين.

## رجل الأعمال
أسس إيكر شركة الندوات Peak Potentials Training. وفق لبيان صحفي صادر عن الشركة، استحوذت شركة Success Resources، وهي شركة إنتاج أحداث، على الشركة عام 2011. أنتج إيكر ندوات منذ عام 2001 على الأقل. وتذكر مقالة نشرتها صحيفة وول ستريت جورنال عام 2005 إيكر كمثال للتغييرات في مجال النشر غير الروائي. تناولت مقالة صحيفة وول ستريت استخدامه لندواته واتصالاته ومتابعيه الشخصيين كـ "منصة" للترويج لمبيعات كتابه.

## الكتب
إيكر هو مؤلف كتاب أسرار عقل المليونير الذي ظهر في قائمة نيويورك تايمز لأكثر الكتب مبيعًا وكان رقم 1 في قائمة وول ستريت جورنال للكتب التجارية.  وقد كتب أيضا كتاب منشور ذاتي بعنوان SpeedWealth. 

## الجدل
زعم تقرير صدر عام 2010 في صحيفة فانكوفر صن أن إيكر ورد اسمه في "دعوى قضائية جماعية محتملة" تتضمن شخصين اشتريا عقارات سكنية من أشخاص التقيا بهم أثناء حضور إحدى ندواته. ويشير تقرير آخر لصحيفة فانكوفر صن عام 2007 إلى ادعاء مفاده أن شركة إيكر "Peak Potentials Training Inc". استخدمت "تكتيكات مبيعات عالية الضغط" خلال دورة "Millionaire Mind Intensive" في مركز وول في أكتوبر 2005. وزعم المدعون أن إيكر وشركته انتهكا قانون المستهلك الكندي من خلال التباين الكبير في تسعير حضور الندوات.